# Kiczera (Pasmo Bukowicy)
Kiczera (640 m n.p.m.) – szczyt górski w Paśmie Bukowicy w Beskidzie Niskim, położony powyżej wsi Puławy.
Zimą na wzgórzu Kiczera w Puławach Górnych czynny jest popularny w regionie Ośrodek Sportów Zimowych KiczeraSki w Puławach Górnych. Po wschodniej stronie szczytu przebiegają dwa szlaki: czerwony fragment Głównego Szlaku Beskidzkiego Rymanów – Komańcza oraz zielony szlak z Beska do Moszczańca.